# 마이크로 리본 커넥터

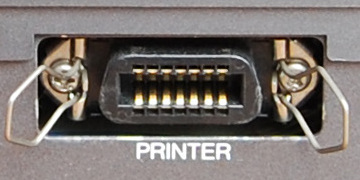
필립스 VG-8235 MSX2 가정용 컴퓨터의 마이크로 리본 14핀 암 커넥터

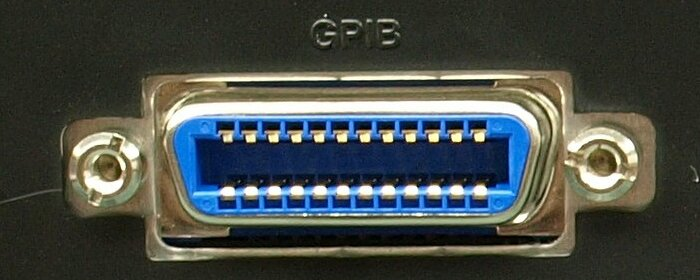
르크로이 오실로스코프의 마이크로 리본 24핀 암 커넥터

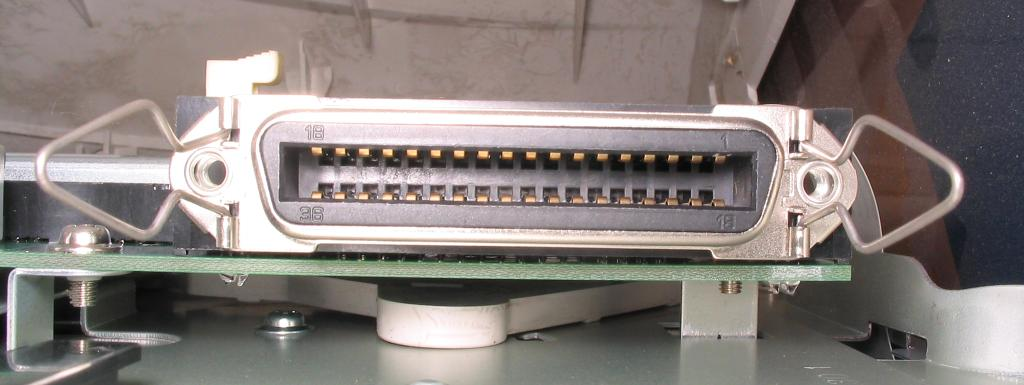
회로 기판의 마이크로 리본 36핀 암 커넥터

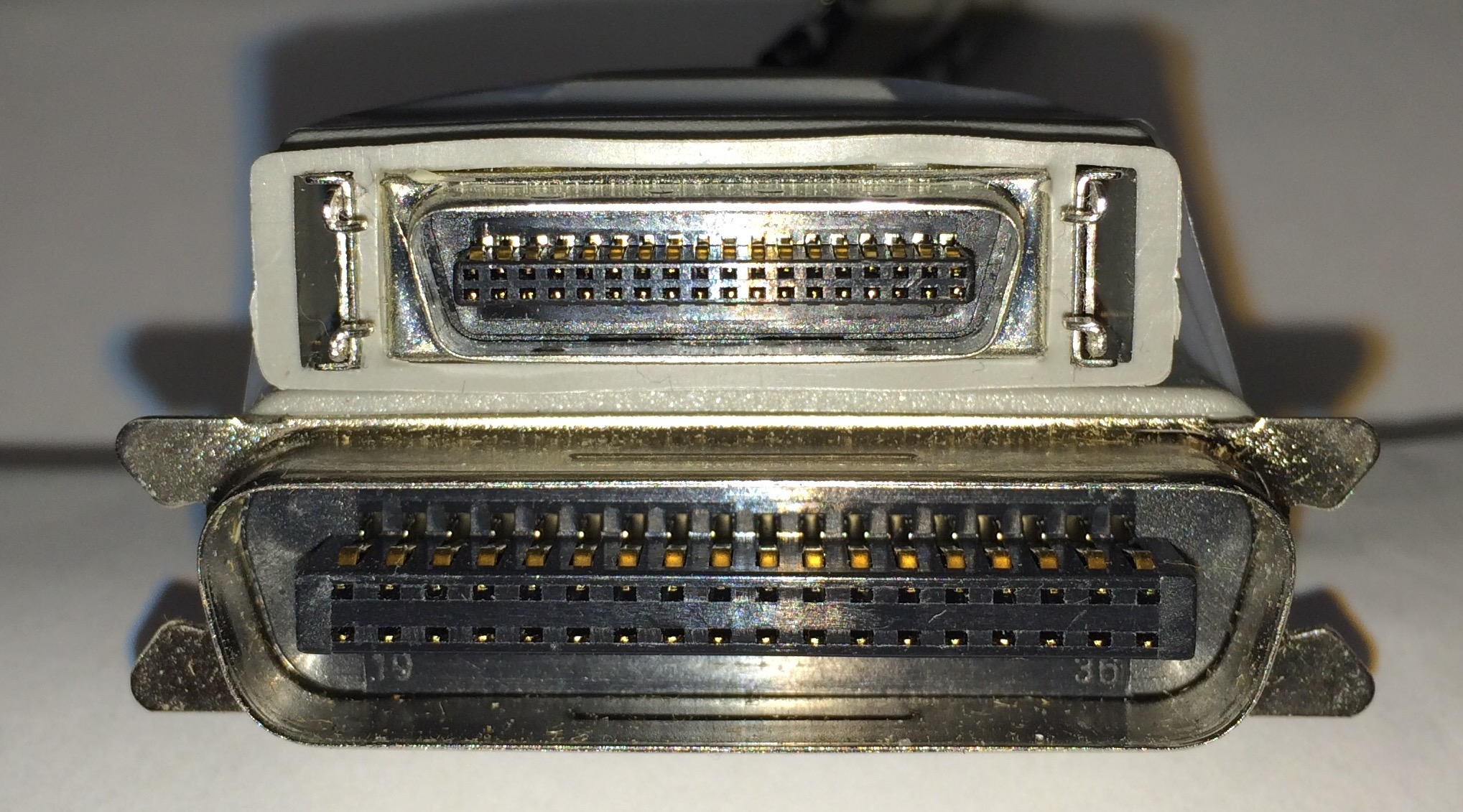
미니-센트로닉스 36핀 수 커넥터(위)와 마이크로 리본 36핀 센트로닉스 수 커넥터(아래)

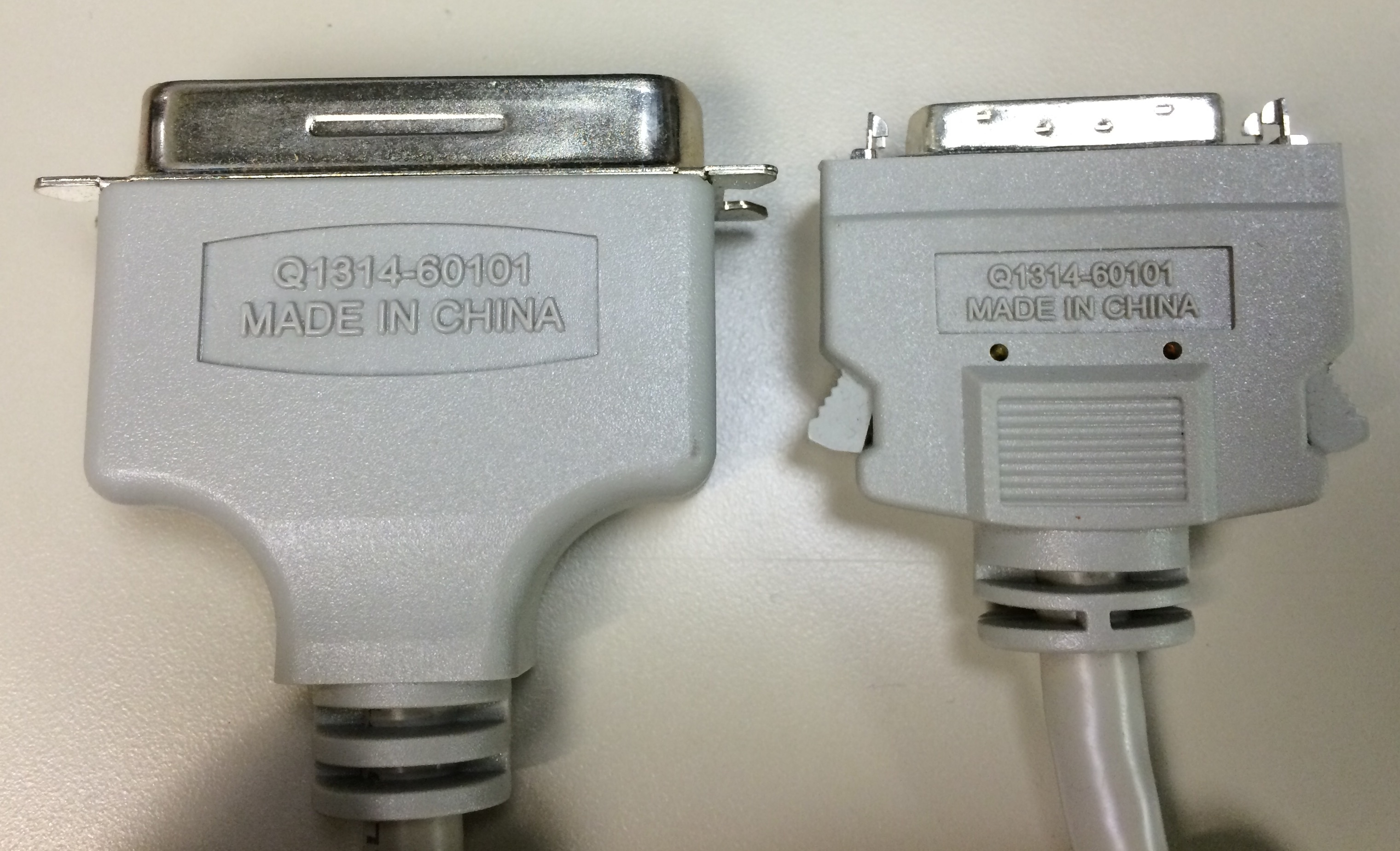
미니-센트로닉스 36핀 수 커넥터(오른쪽)와 마이크로 리본 36핀 센트로닉스 수 커넥터(왼쪽)

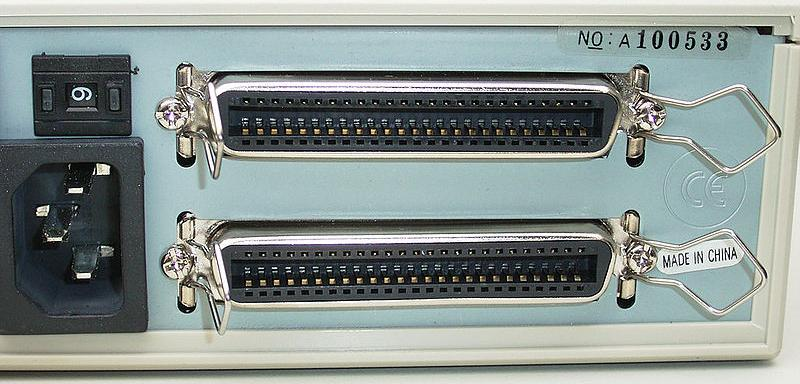
SCSI-1 인터페이스로 사용된 마이크로 리본 50핀 암 커넥터

마이크로 리본(영어: micro ribbon) 또는 미니어처 리본 커넥터(miniature ribbon connector)는 컴퓨터 및 전기 통신 장비와 같이 많은 접점을 가진 다양한 응용 분야에 사용되는 일반적인 유형의 전기 단자이다.
이 커넥터는 D-sub 커넥터와 유사한 특징적인 D자형의 전자기 차폐 케이스 내에 두 줄의 평행한 인출선을 포함하고 있다. 접점은 핀이 아니라 리본 접점이라고 불리는 작고 평평한 금속 띠이다. 이 커넥터는 14핀, 24핀, 36핀, 50핀, 64핀, 100핀 등 다양한 용량으로 제조된다. 이들은 인쇄 회로 기판이나 패널에 장착되거나 케이블에 연결될 수 있다. 전선은 땜납, 압착 또는 절연 변위 커넥터를 통해 연결된다. 암 커넥터에는 베일 잠금 장치가 있어 수 커넥터에 견고하게 연결된다. 나사를 사용하여 연결을 고정할 수도 있다.
이 커넥터 유형은 텔코(telco), 25쌍, 미니어처 델타 리본, 미니 D 리본, 델타 리본, MDR, 암페놀(Amphenol), 또는 CHAMP 미니어처 리본 커넥터로도 알려져 있다. 암페놀이 발명했지만, 현재는 3M, TE 커넥티비티, 히로세 전기 그룹 등 많은 회사에서 생산하고 있다.
두 가지 주요 크기를 사용할 수 있다. 큰 크기는 0.085인치(2.16mm) 접점 피치를 갖는다. 이 크기는 36핀과 베일 잠금 장치를 갖추고 있으며, 센트로닉스가 프린터의 병렬 포트에 사용하기 위해 도입했기 때문에 센트로닉스 커넥터라고도 불리며, IEEE 1284 타입 B로 표준화되어 있다. 이 크기의 다른 커넥터도 센트로닉스 커넥터라고 불린다. 작은 크기는 0.050인치(1.27mm) 피치를 갖는다. 이 크기는 36핀을 갖추고 있으며, 미니-센트로닉스 커넥터라고도 불리며, IEEE 1284 타입 C로 표준화되어 있다.

## 응용 분야
- 14핀 커넥터: MSX 가정용 컴퓨터 및 NEC PC-6000 시리즈, PC-8800, PC-9800 시리즈와 같은 다양한 일본 컴퓨터에서 사용된 프린터 포트[2]
- 20핀 커넥터: VESA 디지털 평판 디지털 비디오 인터페이스
- 24핀 커넥터: IEEE 488 (GPIB, HP-IB) 인터페이스[3]
- 36핀 커넥터: IEEE 1284 병렬 인터페이스
- 50핀 커넥터: SCSI-1 인터페이스 (SCSI 커넥터)
- 50핀 커넥터: RJ21X "텔코 커넥터" (전화 시스템)

## 같이 보기
- 리본 케이블
- 25쌍 색상 코드